# Оттойя
Оттойя:9 (лат. Ottoia prolifica) — вид вымерших морских червей из класса приапулид, единственный в роде Ottoia и семействе Ottoiidae. Жили во времена кембрийского периода (513,0—498,5 млн лет назад).

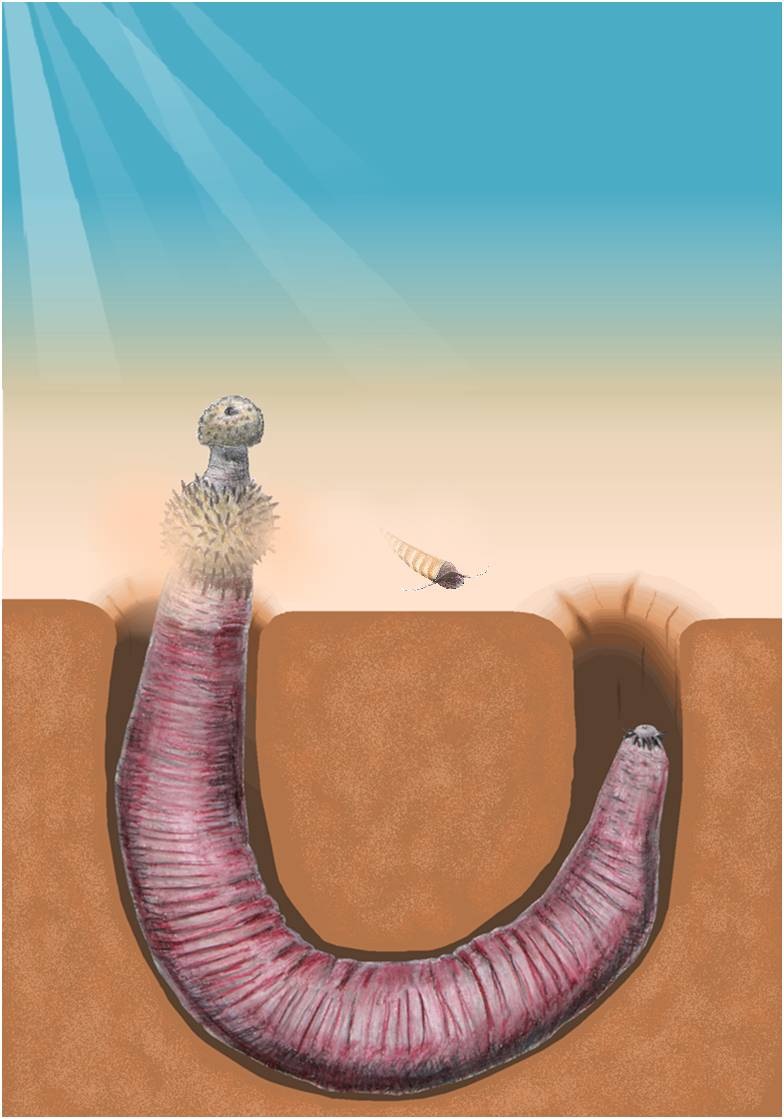
Реконструкция Ottoia prolifica

Большое количество ископаемых остатков палеонтологи обнаружили в сланцах Бёрджес. Оттойя жила в норах на морском дне и вела хищнический образ жизни.